# Westerland (Alemanha)
Westerland é uma cidade da Alemanha, localizado no distrito de Nordfriesland, Schleswig-Holstein.